# 司法省 (日本)
司法省（しほうしょう）は、1871年（明治4年）から1948年（昭和23年）まで設置されていた日本の行政官庁。司法行政や、登記や戸籍といった民事行政、監獄、検察等を所管していた。廃止後、法務庁（後に法務府、法務省へと改称）に事務が引き継がれた。

## 概要
明治政府発足後、日本国憲法制定に伴う新体制に移行するまでの間、日本の司法行政、法務行政を所管していた。司法省の組織や所管する事務は時代によって大きく変動するが、民事法、刑事法、登記・戸籍・供託等の法務行政、監獄、司法保護（少年保護・更生保護）、検察、裁判所、弁護士、公証人、司法書士等に関する事務を所掌した。
大審院が発足するまでは、裁判機構が司法省の下に置かれ、裁判所は司法省の所管事務を分掌する部局として設計されていた（司法職務定制3条）。大審院の発足により裁判機構は司法省から独立したが、法令の解釈適用に関して司法省が指令や内訓の形で裁判に干渉する実務は裁判所構成法制定後まで残った。裁判所構成法及び大日本帝国憲法の制定により、司法省の監督権が個々の裁判に直接影響を及ぼすことはできなくなったものの、その後も司法省が司法行政権を掌握していたことから、特に裁判官に対する人事権を通じて裁判所へ影響力を及ぼすことができ、司法権の独立は脆弱なものであった。明治後期以降は、大審院以下の裁判所の長や部長等の主要な官職に検事出身者が就任することも多かった。
かつては警察組織も司法省が管轄していたが、創設された内務省に移管された。
日本国憲法及び裁判所法の施行に伴い、司法行政権は新たに設置された最高裁判所以下の裁判所に属するものとされたことで、司法省が所掌する司法行政事務から裁判所の権限に属するものが除外された。その後、司法省は1948年（昭和23年）2月15日に廃止され、所管していた事務は法務庁に承継された。

## 沿革

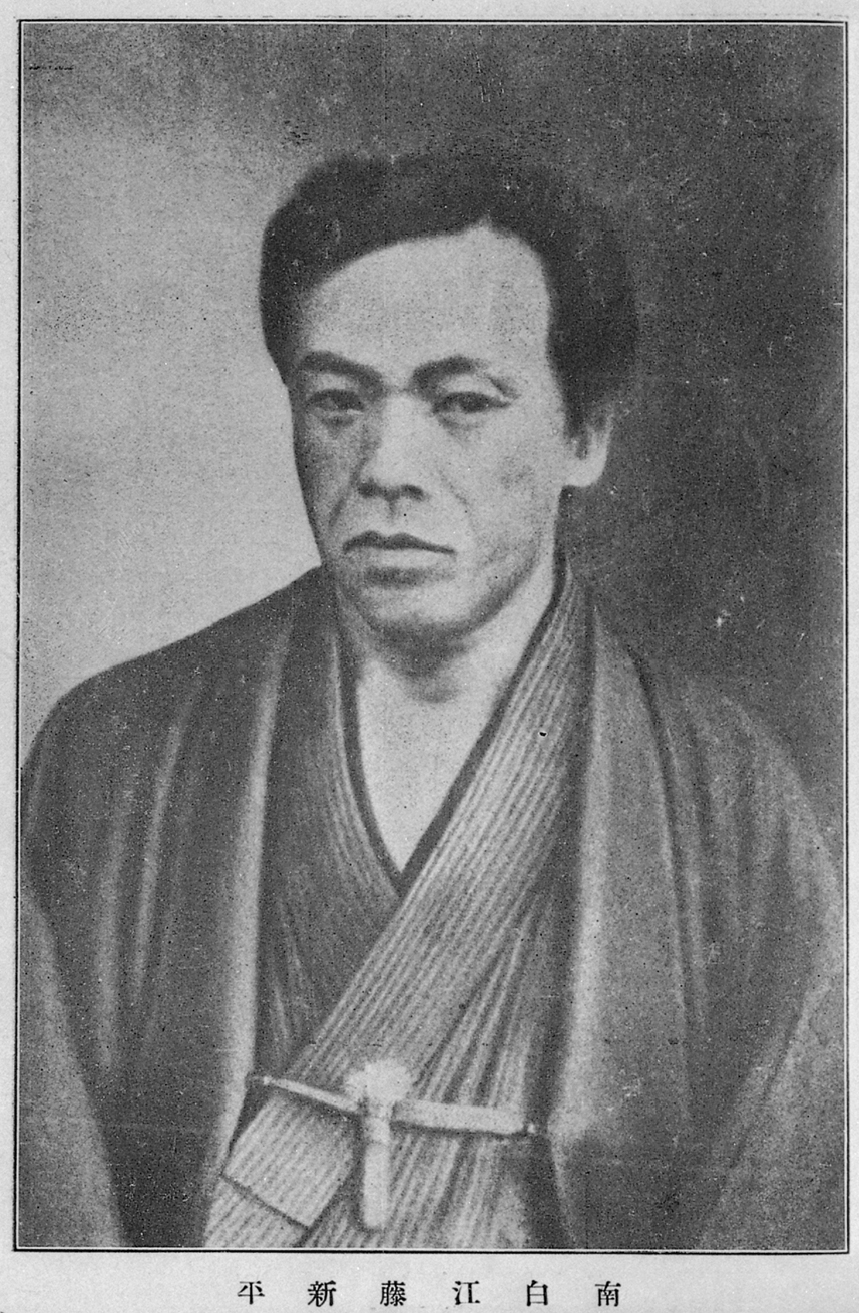
初代司法卿江藤新平

旧暦明治4年7月9日（1871年8月24日）の太政官布告により、裁判手続や司法行政等を所管する刑部省と行政監察を所管する弾正台を廃止、統合して設置された。同時に出された太政官沙汰により、司法省は、刑部省と弾正台が所管していた事務一切を全て引き継ぐこととされた。また、同日の太政官布告「司法卿輔職制ヲ定ム」において、司法卿及び大輔少輔の職掌について「執法申律折獄断訟捕亡」の総判を掌るものと定められた。さらに同年9月14日の太政官沙汰により、大蔵省から聴訟（民事裁判）事務も移管され、民事・刑事の全ての裁判事務を所管する官庁となった。
創設当初、司法卿は空席であり、佐佐木高行が司法大輔に任じられて司法省の省務を統括したが、明治5年4月27日（1872年6月2日）に江藤新平が初代司法卿に就任した。
明治5年8月3日（1872年9月5日）に太政官達「司法職務定制」の制定によって司法省の職掌が確定された。これにより司法省は、「全国法憲ヲ司リ各裁判所ヲ統括」（2条）するものとされ、省務を分掌する内部部局として裁判所、検事局、明法寮が置かれた（3条）。ここでは常設の最上級裁判所である司法省裁判所は本省の一部局であり、司法卿がその長官を兼任するものとされたほか、司法卿は「裁判所一切ノ事務ヲ総判」するものと規定されるなど、裁判事務が司法省の司法行政権の下に置かれている。また、同27日には、邏卒（後の巡査）を統括する部局として警保寮が設置された。
新暦1873年（明治6年）11月10日に内務省が設置されると、1974年（明治7年）1月9日に警保寮が内務省に移管された。

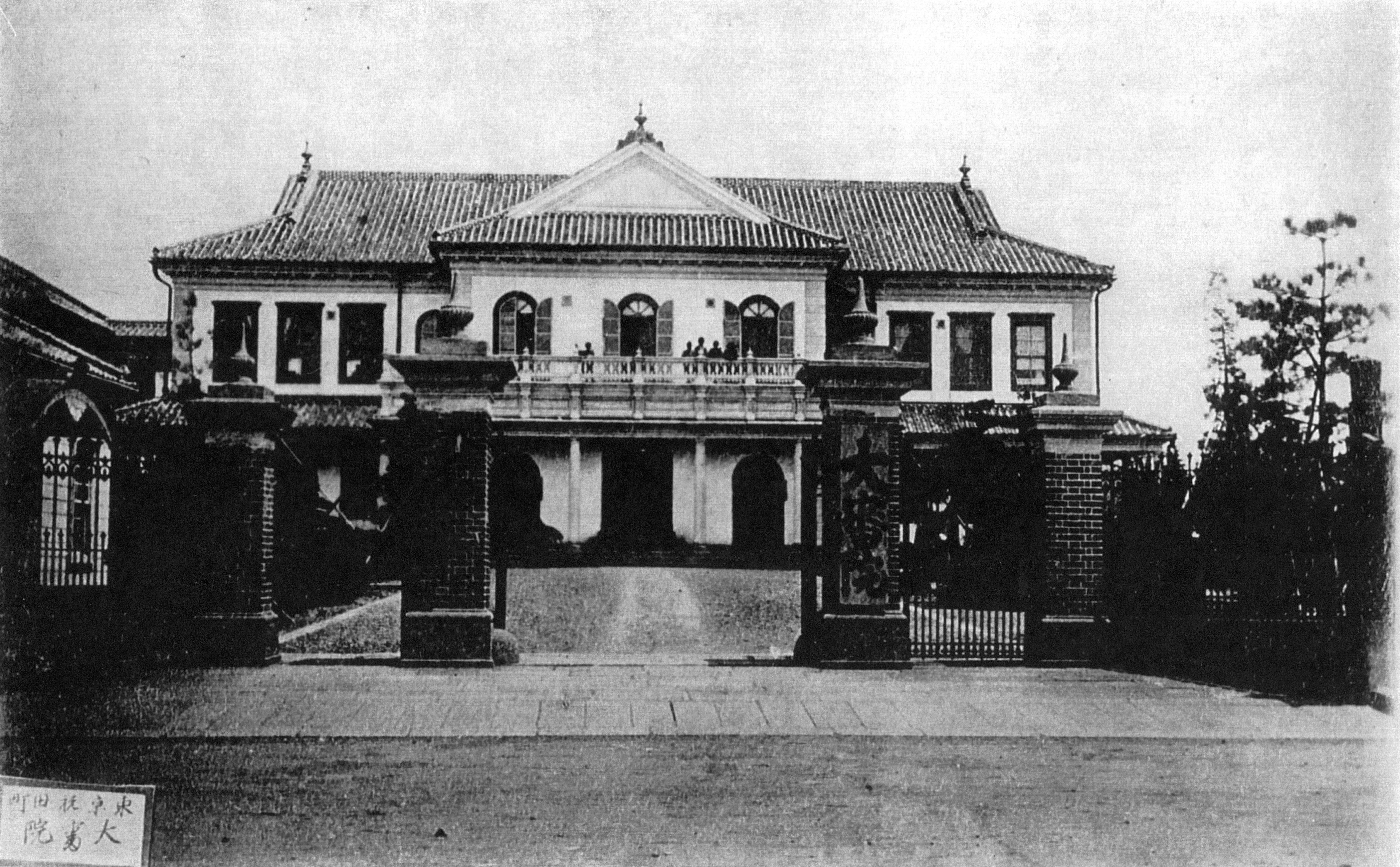
初代大審院庁舎

1875年（明治8年）5月24日の太政官第91号布告「大審院諸裁判所職制章程」により大審院が設置され、大審院を頂点とする裁判機構が司法省から分離された。もっとも、司法卿は、裁判官の監督権や任免権を有しており、法令解釈に関して裁判所から発される「伺」に対して「指令」を出す権限も維持されるなど、司法省が有する司法行政権の裁判機構に対する優位は変わらなかった。
1886年（明治19年）2月27日、司法省官制（明治19年2月27日勅令第2号）が制定され、改めて司法省の組織や職掌が明確にされた。
1889年（明治22年）に大日本帝国憲法が制定され、「司法権ハ天皇ノ名ニ於テ法律ニ依リ裁判所之ヲ行フ」とされたことで、司法省による司法への介入は抑制的にならざるを得なくなったが、司法大臣は裁判所構成法によって裁判官の包括的な人事権を掌握しており、この人事権を通じて司法へ干渉することが可能であった。
1898年（明治31年）、明治31年戸籍法（明治31年6月21日法律第12号）の制定に伴い、戸籍事務が内務省から司法省に移管され、司法省の監督下において、市町村に戸籍吏や戸籍役場が置かれた。
第二次世界大戦終結後、1946年（昭和21年）11月3日に日本国憲法が公布されたのに伴い、1947年（昭和22年）4月16日には裁判所法が制定され、いずれも1947年（昭和22年）5月3日に施行された。日本国憲法に基づき、大審院に代わる最上級裁判所として最高裁判所が設置され、さらに裁判所法（及び同時に改正された司法省官制）の規定により、裁判官の人事権や監督権を含む司法行政権は司法省から分離され、最高裁判所に帰属することになった。
1948年（昭和23年）2月15日施行の法務庁設置に伴う法令の整理に関する法律（昭和22年12月17日法律第195号）により司法省が廃止され、司法省が所管していた事務は、新たに発足した法務庁の所管となった。

## 組織

### 司法省官制制定以前

#### 本省
本省の事務を分掌する課として、1871年（明治4年）8月に断獄課、断刑課、申律課、贓贖課、庶務課の5課が置かれ、9月14日に大蔵省から聴訟事務が移管されると聴訟課が置かれた。申律課は9月27日に廃止された。
司法職務定制の制定により、書史課、受付課、記録課、出納課の4課が置かれた（4章）。
1877年（明治10年）1月12日の司法省達「司法省局課分掌ヲ定ム」により、内記課、庶務課、編纂課、翻訳課、照査課、書籍課、学校課、会計課、議法局（その下に刑法課、民法課、刑法編纂課、民法編纂課の4課）及び検事局が置かれた。議法局は1880年（明治13年）4月16日の司法省達で廃止され、代わりに刑事局と民事局が置かれた。さらに1880年（明治13年）4月22日の司法省達により、議事局、職員課、表紀課が置かれた。
1881年（明治14年）11月28日の司法省達「三局七課ヲ廃シ更ニ九局ヲ置キ分掌規程ヲ定ム」により従前の三局七課（刑事局、民事局、議事局、内記課、庶務課、会計課、編纂課、生徒課、職員課、表紀課）が廃止され、代わりに上局、下局並びに第三局から第九局までの九局が置かれた。
1884年（明治17年）7月16日の司法省達「司法省各局課庶務規程」により従前の各局が廃止され、代わりに書記局、庶務局、民法局、刑法局、検務局、会計局、記録局、議事局の八局と、書記局に学務課、記録局に翻訳課と製表課の三課が置かれた。
1886年（明治19年）1月20日の司法省丙第1号達「司法省中局課廃置」により従前の局課が廃止され、代わりに官房、総務局、民事局、刑事局、会計課、書記課、記録課、翻訳課が置かれた。

#### 裁判所
司法職務定制では、司法省の内部部局として司法省裁判所が置かれ、府県裁判所の裁判に対する上訴を取り扱ったほか、府県裁判所で判断しがたい事案や死罪についての判断を行った。司法省裁判所には、聴訟課と断獄課が置かれ、前者が聴訟（民事事件）、後者が断獄（刑事事件）を所管した（51条、52条）。また、国家の大事に関する事件及び裁判官の犯罪を審理する臨時の裁判所として司法省臨時裁判所も設置され、司法省臨時裁判所は後に司法省裁判所の裁判に対する覆審の権限も与えられた。
司法職務定制の規定では司法省裁判所長は司法卿が兼任することになっていた（46条）が、1873年（明治6年）12月10日の太政官達により兼任規定は廃止された。
1875年（明治8年）5月24日に大審院が設置されると、司法省の内部部局としての裁判所機構は廃止された。

#### 検事局
司法職務定制において、司法省の省務を分担する部局として、裁判所、明法寮と並んで検事局が置かれた。第7章の検事章程（後の改正で題名のみ「検事局章程」となる。）に検事の職掌は規定されているものの、検事局の所掌事務に関する規定は置かれなかった。
明治10年1月12日司法省達「司法省局課分掌ヲ定ム」で司法省の事務分掌が定められる中で検事局が規定され、局長の職掌は「検事職制章程ニ依リ一切ノ検務ヲ掌ル」ものとされたが、明治13年5月25日司法省達「検事局及照査課ヲ廃ス」で廃止され、所掌事務は刑事局に移管された。
「検事局」の名称は、後に裁判所官制や裁判所構成法において裁判所に置かれる機関につけられることになる。

#### 明法寮
1871年（明治4年）9月7日、太政官達により司法省に設置された。設立当初の目的は法律家の養成であったが、後に司法省の立法事業や、伺に対する指令の起案を担当するようになった。
1875年（明治8年）5月4日の太政官第71号布告により廃止された。明法寮廃止後の司法官養成事業は本省（司法省法学校）に移管された。

#### 警保寮
1871年（明治4年）10月23日、東京府下の市中取締のために、警察組織である邏卒が置かれた。1872年（明治5年）8月に、邏卒が東京府から司法省の管轄に移り、邏卒を統括する部局として司法省内に警保寮が設置された。これにより、司法省が警察組織を統合し、中央政府が統率する国家警察が誕生した。
その後、明治六年政変による混乱を鎮静化するために、内務省が設置された。内務省は治安維持全般を管轄しすることが予定されており、警保寮は1874年（明治7年）に内務省に移管され、司法省警保寮は廃止された。

### 司法省官制制定後
1886年（明治19年）2月27日以降の司法省の組織や職掌は、司法省官制に定められている。もっとも、司法省官制は制定後に改正が繰り返されており、改正のたびに司法省の組織構成が大きく変動している。
1886年制定当時の司法省官制（明治19年2月27日勅令第2号）では、大臣官房・総務局・民事局・刑事局・会計局が置かれた。大臣官房は裁判所付属吏員及び代言人の身分に関する事項、請願に関する事項、判事検事巡回会同に関する事項を所管（2条）、総務局は外国文書や公文書の取扱いを所管（3条、4条）、民事局は民事法、行政裁判、裁判所の構成、判事登用試験及び代言人試験等を所管（7条）、刑事局は刑事法、死刑の執行、特赦等、軍事裁判等を所管（8条）、会計局は裁判所の予算と決算を所管した（9条）。
1891年の全面改正（明治24年7月24日勅令第92号）により大臣官房以外の内部部局が総務局に一本化されるが、翌年の改正（明治25年11月12日勅令第95号）で、総務局所管の事務のうち裁判所に関する事務は大臣官房に移管されたほか、新たに民刑局が置かれ、民事刑事その他の法律命令に関する事項や裁判及び検察の事務に関する事項が民刑局の所管となった。その後、総務局は1903年（明治36年）に廃止され、民刑局は1911年の改正（明治44年4月15日勅令第105号）で再び民事局と刑事局に分かれた。1913年の改正（大正2年6月3日勅令第169号）でも民事局と刑事局が統合されて法務局となるが、1919年の改正（大正8年4月19日勅令第122号）で再び民事局と刑事局に分かれた。
1900年の改正（明治33年4月27日勅令第167号）で監獄局が新設され、監獄、恩赦、死刑執行等を所管した（6条）。このうち恩赦については、1903年の改正（明治36年12月4日勅令第224号）で民刑局に移管された。監獄局は、1922年の改正（大正11年5月26日勅令第277号）で行刑局に改称された。
大正11年勅令第277号による改正では人事局が新設され、大臣官房が所管していた弁護士及び裁判所付属吏員の身分及び試験に関する事項が人事局に移管される（4条の2）が、1924年の改正（大正13年12月20日勅令第351号）で廃止された。
1940年の改正（昭和15年11月30日勅令815号）では保護局が新設され、大臣官房が所管していた少年の審判矯正や司法保護事業等が移管された。保護局は、1943年の改正（昭和18年11月1日勅令第810号）で行刑局と統合されるて刑政局となるが、刑政局は1946の改正（昭和21年5月31日勅令第295号）で行刑局に改称され、少年保護等の事務は再び大臣官房に移管された。
最終的に、司法省廃止時には、大臣官房（司法省官制2条）のほか、民事局・刑事局・行刑局の三局が置かれ（3条）、民事局は民事・登記・戸籍・公証・供託に関する事項（4条）、刑事局は刑事・検察事務・恩赦・犯罪人の引渡・弁護士会に関する事項（5条）、行刑局は刑の執行・未決勾留・犯罪人の指紋に関する事項（6条）をそれぞれ所管していた。

#### 局課分掌
1947年当時の局課分掌
- 大臣官房
  - 秘書課
  - 人事課
  - 会計課
  - 保護課
  - 調査課
  - 終戦連絡部
  - 臨時企画部
- 民事局
  - 第一課
  - 第二課
  - 第三課
  - 第四課
- 刑事局
  - 総務課
  - 刑事課
  - 経済第一課
  - 経済第二課
- 行政局
  - 第一課
  - 第二課
  - 第三課

### 供託局・司法事務局
1919年（大正10年）、供託事務が大蔵省から司法省に移管されたことに伴い、1922年（大正11年）3月30日に供託局官制（大正11年3月30日勅令第68号）が制定（4月1日施行）され、司法省の地方支分部局として供託局が設置された。供託局は地方裁判所の所在地に置かれ、区裁判所又はその出張所の所在地に供託局出張所を置くことができるものとされた。
戦後、1947年5月3日の裁判所法の制定及び司法省官制の改正と同時に供託局官制も改正された（昭和22年5月3日政令第6号）。この改正により、名称が司法事務局と改められ、所掌事務は供託事務に「その他の事務」が加えられた。さらに同日、「裁判所法施行法の規定に基く登記、戸籍等に関する法令の変更適用に関する政令」（昭和22年5月3日政令第30号）及びこれに基づく昭和22年司法省令第43号が制定され、これにより登記事務が区裁判所から司法事務局に移管された。
司法事務局は、司法省が廃止された後も法務庁の下で存続したが、法務庁が法務府に改組された際に法務局が置かれたのに伴い廃止され、司法事務局の所掌事務は法務局に移管された。

### 司法研究所
1939年（昭和14年）に、判事、検事及び司法官試補の研修と司法に関する研究を行う機関として、司法研究所が設置された。
戦後、1946年（昭和21年）に司法研修所、1947年（昭和22年）に司法省研修所に改称された。
司法省廃止後は、法務庁研修所となり、法務庁が法務府へ改組したことに伴う法務府研修所への改称、法務府が法務省へ改組したことに伴う法務研修所への改称を経て、現在の法務総合研究所となっている。

## 司法卿・司法大臣
初代司法卿は江藤新平（1872年就任）。内閣制度の下における初代司法大臣は山田顕義（1885年就任、日本大学及び國學院大学の学祖）。

## 刊行物
司法省調査課は、1919年（大正10年）から『司法資料』を刊行した。『司法資料』は、司法省廃止後も法務庁・法務府が引き継いで刊行し、292号からは『法務資料』に名称が変わり、さらに法務府が法務省に改組された後も刊行は続いている。

## 指定学校
裁判所構成法によれば、判事や検事に任命されるには、帝国大学法科教授と弁護士を除き、2回の競争試験（判事検事登用試験）に合格しなければならなかった（57条）。
試験の受験資格は、判事検事登用試験規則（明治24年5月15日司法省令第3号）第5条に定められていたが、1893年（明治26年）10月9日に同規則が改正され、第5条第1号に「官立学校及司法大臣ニ於テ指定シタル公私立ノ学校ニ於テ三年以上法律学ヲ修メタル証書ヲ有スル者」が受験資格として定められた。
同年12月、司法省は、関西法律学校（現・関西大学）、日本法律学校（現・日本大学）、東京法学院（現・中央大学）、独逸学協会学校（廃止）、東京専門学校（現・早稲田大学）、明治法律学校（現・明治大学）、慶應義塾（現・慶應義塾大学）、専修学校（現・専修大学）、和仏法律学校（現・法政大学）の九校の私立法律学校を指定した。この私立法律学校を司法省指定学校と呼ぶ。

## 法曹会
1891年10月、児島惟謙（大審院長）と松岡康毅（検事総長）の連名で、法律実務上の問題についての研究や実務資料の作成を行う任意団体である法曹会が設立された。設立当時は、当時の司法省敷地内（東京市麹町区西日比谷町1番地）に法曹会会堂を置いていた。1899年からは、司法省の訓令や回答等を通牒として検事局及び裁判所に送付する取り扱いを廃止し、法曹会が刊行する『法曹記事』に掲載するようになった。